# گل‌آذین چتری
گل‌آذین چتری (انگلیسی: Umbel) نوعی گل‌آذین و نوعی از گل‌های دسته‌ای سر مسطح است که در آن محور اصلی طویل نمی‌شود و همه دمگل‌ها از یک محل رشد می‌کنند. در این نوع گل‌آذین گل‌های مسن تر در کناره چتر و گلهای جوانتر در مرکز آن قرار می‌گیرند.

## نگارخانه

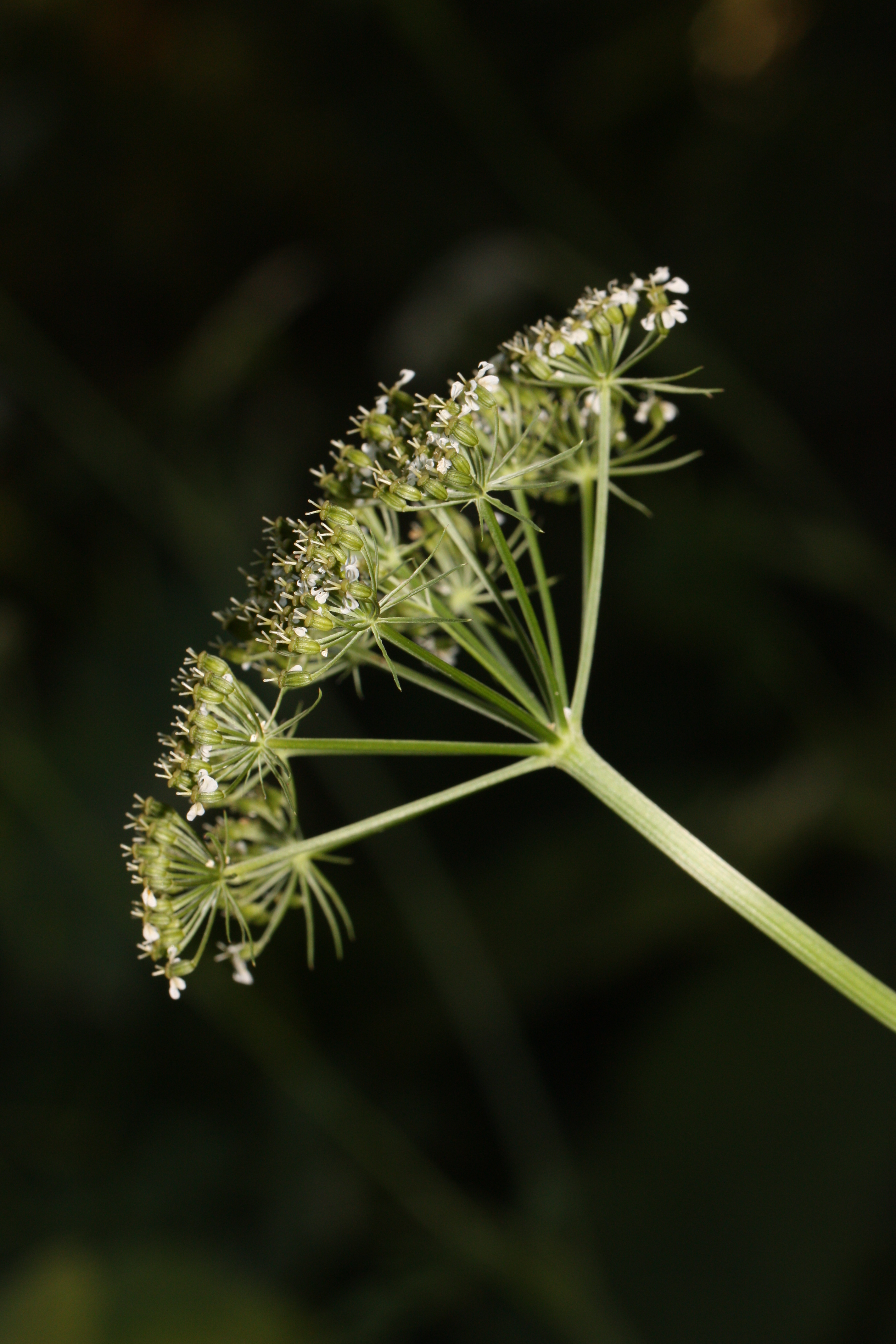
Compound umbel of a hemlock-parsley, Conioselinum pacificum (Apiaceae)
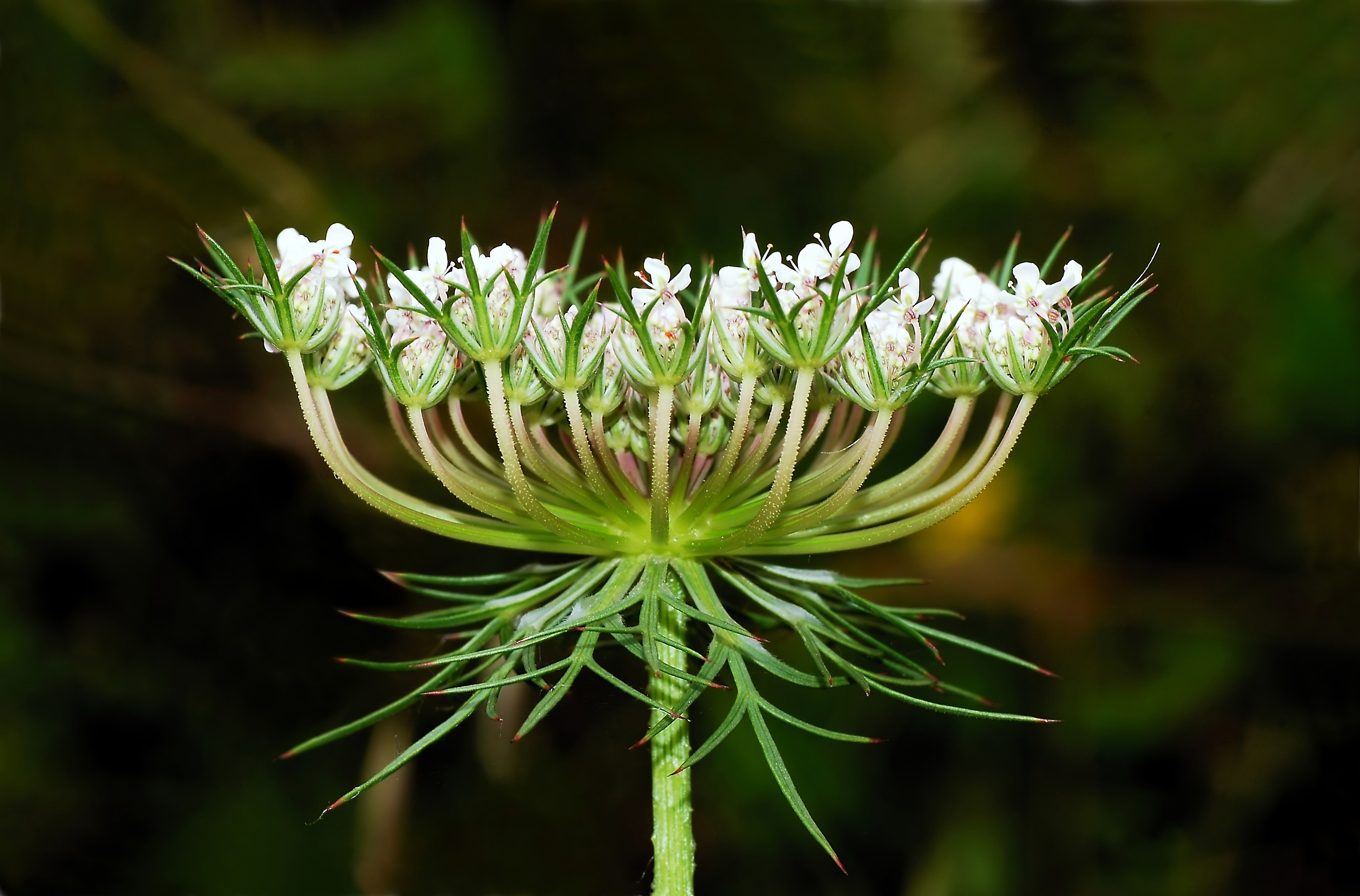
Compound umbel of a wild carrot, هویج وحشی (Apiaceae)
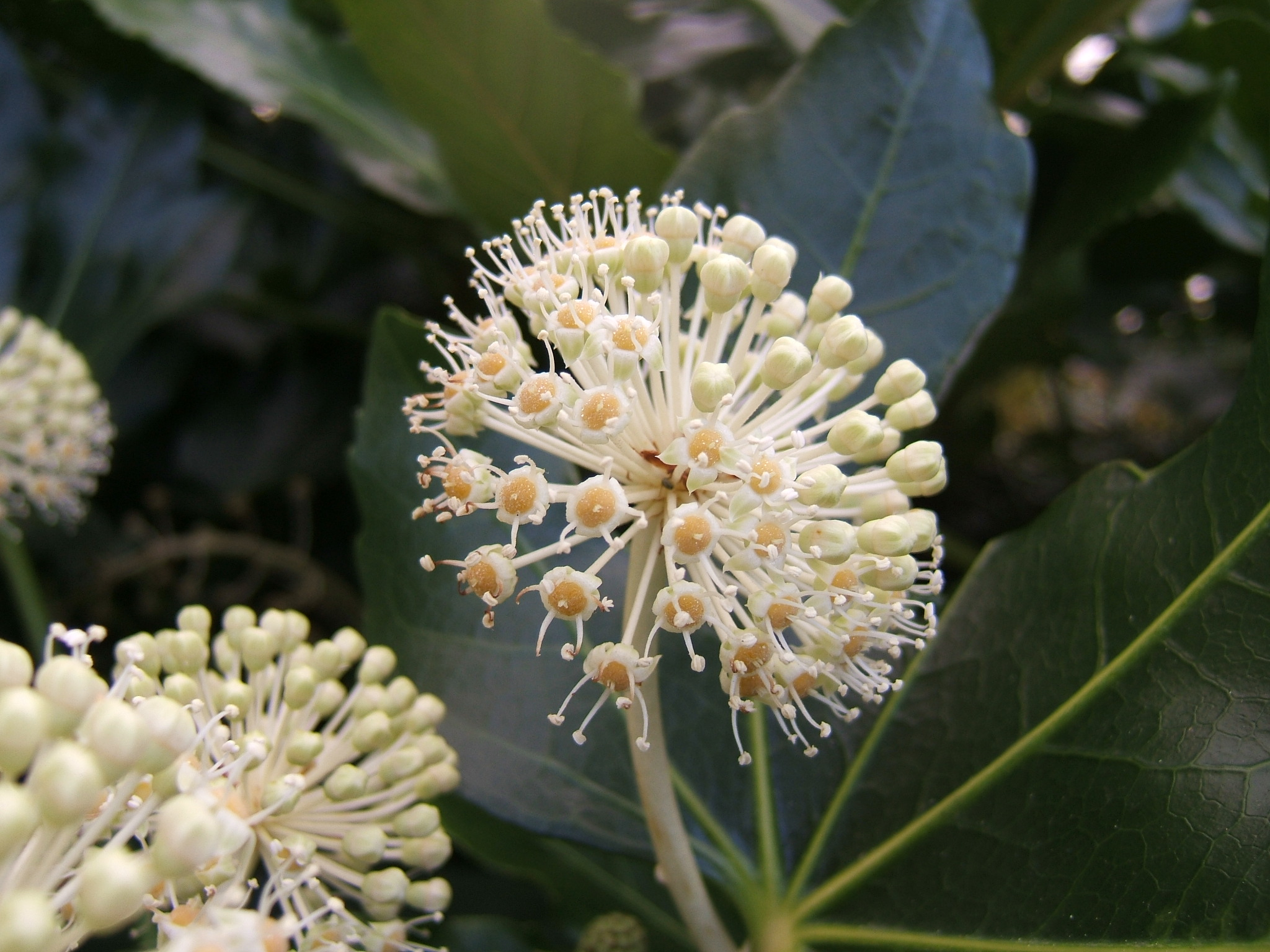
Simple umbel of فاتسیا (رده) (Araliaceae)
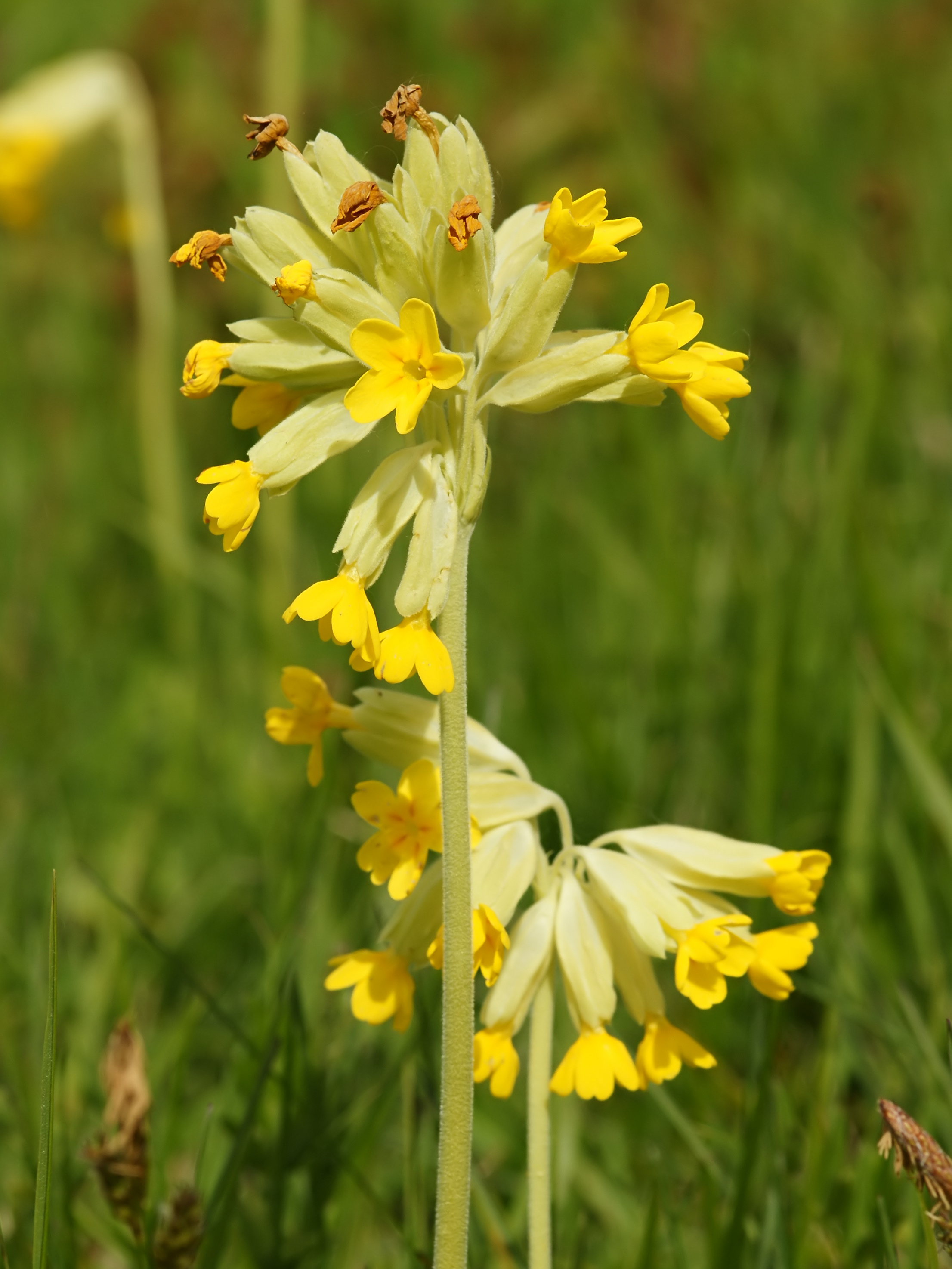
برگک simple umbels of پریمولا وریس.